# Parornix atripalpella
Parornix atripalpella là một loài bướm đêm thuộc họ Gracillariidae. Loài này có ở Pháp, Đức, Ý lục địa, Sardinia, Ba Lan, Thuỵ Điển và Thụy Sĩ.
Sải cánh dài 9–10 mm.
Ấu trùng ăn Prunus spinosa. Chúng ăn lá nơi chúng làm tổ.